# 宮崎武之
宮崎 武之（みやざき たけし、1892年（明治25年）6月3日 - 1977年（昭和52年）7月28日）は、大日本帝国陸軍軍人。最終階級は陸軍少将。

## 経歴
1892年（明治25年）に熊本県で生まれた。陸軍士官学校第26期卒業。1939年（昭和14年）3月9日に独立歩兵第7大隊長（第1軍・独立混成第3旅団）に就任し、日中戦争に出動。8月1日に陸軍歩兵大佐に進級、1940年（昭和15年）3月に支那駐屯歩兵第2連隊長（北支那方面軍・第27師団）に転じ、天津に駐屯した。1941年（昭和16年）10月に豊橋陸軍教導学校長に転じ、1943年（昭和18年）8月に豊橋第二陸軍予備士官学校長に就任。1944年（昭和19年）3月1日に陸軍少将に進級し、5月10日に独立混成第45旅団長（第10方面軍・第32軍）に就任し、出征。石垣島の守備に任じ、終戦を迎えた。